# Gyömöre
Gyömöre község Győr-Moson-Sopron vármegyében, a Téti járásban.

## Fekvése
A vármegye déli határánál, a Győr–Celldömölk-vasútvonal melletti domboldalakon és völgyekben helyezkedik el; a Bakony-ér völgyét nyugatról szegélyező, kissé kiemelkedő földháton található.

### Megközelítése
Leginkább kézenfekvő megközelítési útvonala a Pápa és Győr térségét összekötő 83-as főút, amelyről Tétnél kell letérni a 8306-os útra; ez utóbbi Gyömöre főutcájaként húzódik végig a községen. A déli-délnyugati szomszédságában fekvő Szerecseny és Gecse községekkel a 8312-es út köti össze.
A hazai vasútvonalak közül a települést a MÁV 10-es számú Győr–Celldömölk-vasútvonala érinti, amelynek két megállási pontja is van itt. Gyömöre vasútállomás a központtól mintegy másfél kilométerre délre helyezkedik el, a 83 314-es számú mellékút mentén, Gyömöre-Tét megállóhely pedig a belterület északnyugati peremén, közvetlenül a 8306-os út vasúti keresztezése mellett. A kedvezőtlenebb fekvésű Gyömöre vasútállomáson, annak kihasználatlansága miatt 2019 decembere óta szünetel a személyforgalom.

## Története
Ősidők óta lakott hely. Az avar gyűrű feltehetőleg idáig terjedt, legalábbis ennek emlékét sejtjük a határ gyürháti és gyüroldali dűlőinek neveiben. Régi okleveleinkben első birtokosául (1377) Gemevrei vagyis Gyömörei Györgyöt ismerjük, majd a Gencsy és gróf Cseszneky családok következtek. I. Ferdinánd 1536-ban egyéb jószágokkal együtt ezt is enyingi gróf Török Bálintnak adományozta, s ekkor lettek a jobbágyok reformátusok. A birtok Nyáry Pálnéra szállott, akitől vétel útján az Esterházy család birtokába jutott. 1594-ben a Győr után Pápát ostromló Hasszán a falut elpusztította. Ez időben behódolt faluként volt számon tartva. 1619-ben a lakosság visszatelepült.
Az 1629. évi vármegyegyűlés jegyzőkönyvéből kitűnik, hogy abban az időben két Gyömörét különböztettek meg. (Gyömörő-Várfalvát és Gyömörő-Nemesszert). Ami Pápához (a Török-féle birtok) tartozott az a Várfalva nevet viselte. A gyömörei plébánián 1729-től van az anyakönyv vezetve. A katolikus templom 1775-ben a pápai nagytemplom mintájára épült. Az első iskoláról az 1788. évi összeírás tesz említést. A falu 1839-ben teljesen leégett. Az 1871-ben nyílt Győr–szombathelyi vasút Gyömörei állomása hamarosan több község személy és áruforgalmát bonyolította. Az Esterházy-féle birtokon gazdasági szeszgyár is volt. Ezenkívül magántulajdonban is működött ecet- és  szeszgyár. Az első világháború előtt nagyon nehéz volt az élet. Munka nem volt, napszám és részes munka is kevés. Több család kivándorolt Amerikába. A harmincas években házhelyeket osztottak, ahova szoba-konyhás lakásokat építettek. A második világháborúban 14 zsidó családot deportáltak. A háború után ismét földet osztottak, de sokan a győri üzemekbe mentek el dolgozni. Az Ilonkapusztai kastélyból iskola lett.
A községi tanács megalakulása után a községfejlesztés került előtérbe. Járdaépítés, új utcák kialakítása, összkomfortos családi házak építése történt, sok kölcsönnel. Az ivóvíz mindig gond volt, ezért mélyfúrású kút létesült a Rózsa Ferenc utcában. A községben, 1956-ban két termelőszövetkezet alakult, s hamarosan fel is bomlott. Majd 1959-ben ismét két szövetkezet alakult meg. Egy hónap múlva Új élet néven egyesültek. A község közös tanácsot alkotott Téttel. A rendszerváltás után vált ismét önállóvá. Az új testületek az infrastrukturális lemaradás lefaragását célozták meg.
A termelőszövetkezet a rendszerváltás után megszűnt. Az emberek nagy részéből kényszervállalkozó vagy őstermelő lett. A hegytörvény életbelépése nem vonatkozott a gyömörei hegyközségre annak kis mérete miatt. Így sajnálatos módon kimaradtak a Pannonhalmi borvidék tagjainak közösségéből. Az igazgatási munkát a polgármesteri hivatal látja el. Az intézményhálózatában jelentős helyet foglal el a napköziotthonos óvoda. Az általános iskola 8 tancsoportos, melyet társulásban működtetnek Szerecseny községgel. Idősek Napközi Otthona 20 férőhellyel gondoskodik a munkában elfáradt, magára maradt időskorúak napközbeni ellátásáról, szórakoztatásáról. Háziorvosi és védőnői körzet van a településen.
A soproni postaigazgatóság volt vezetője kezdeményezte 2001-ben új postahivatal építését, amit 2002-ben három hónap alatt megvalósítottak. Az ivóvíz-szolgáltatást a Pannonvíz Rt, a szervezett hulladékszállítást a Győri Kommunális Kft. végzi. Vezetékes gázberuházást hajtottak végre, mely 1998-ban elkészült. A csatornázás is befejeződött, ezért az önkormányzat a belterületi utak nagy részét már helyrehozatta. A gyömörei cigányság a 20. század elején telepedett le a faluban a mostani vasútállomás környékén, majd a Felpécre vezető út mellé telepedtek át. A szocialista lakásépítési programban kerültek a községbe, s kisebb nagyobb összezörrenéssel beilleszkedtek a falu életébe. Többségüknek van munkahelye, a fiatalok képességeik szerint tanulnak. A közösség kulturális életét színesíti az évente rendszeresen megrendezett „Elhozta az Isten piros Pünkösd napját” hagyományőrző nap. Ma már hagyományosnak tekinthető a Térségi Népzenei Gála, amelyet 2003-ban már negyedik alkalommal rendeztek meg. Rendszeresen megjelenik a Gyömörei Lapok című helyi lap.

## Közélete

### Polgármesterei
- 1990–1994: Horváth Sándor(független)[3][4]
- 1994–1998: Horváth Sándor (független)[5]
- 1998–2002: Németh Csaba (független)[6]
- 2002–2006: Németh Csaba (független)[7]
- 2006–2010: Németh Csaba (független)[8]
- 2010–2014: Németh Csaba (független)[9]
- 2014–2019: Nagy Beáta (független)[10]
- 2019–2024: Nagy Beáta (független)[11]
- 2024– : Németh Csaba (független)[1]

## Népesség
A település népességének változása:
| Lakosok száma | 1262 | 1214 | 1206 | 1222 | 1197 | 1204 | 1222 |
|               | 2013 | 2014 | 2015 | 2021 | 2022 | 2023 | 2024 |

A 2011-es népszámlálás során a lakosok 86,9%-a magyarnak, 2,1% cigánynak, 0,6% németnek mondta magát (12,8% nem nyilatkozott; a kettős identitások miatt a végösszeg nagyobb lehet 100%-nál). A vallási megoszlás a következő volt: római katolikus 65,2%, református 2,3%, evangélikus 6,6%, felekezeten kívüli 3,4% (22,3% nem nyilatkozott).
2022-ben a lakosság 88,5%-a vallotta magát magyarnak, 0,4% cigánynak, 0,3% németnek, 0,2% ruszinnak, 0,1-0,1% szerbnek, románnak, horvátnak, görögnek, örménynek és bolgárnak, 1,3% egyéb, nem hazai nemzetiségűnek (11,2% nem nyilatkozott; a kettős identitások miatt a végösszeg nagyobb lehet 100%-nál). Vallásuk szerint 48% volt római katolikus, 5,3% evangélikus, 2% református, 0,2% görög katolikus, 0,5% egyéb keresztény, 2,5% egyéb katolikus, 4,7% felekezeten kívüli (36,8% nem válaszolt).

## Látnivalók
Barokk stílusú római katolikus temploma 1767 és 1772 között készült el a pápai templom mintájára. Építtetése Eszterházy Károly és Fellner Jakab tervei alapján történt. Homlokzati órapárkányos tornyát gazdagon képzett törtvonalú sisak fedi. Berendezése a díszes főoltár 1666-ból való, a mellékoltárok, pedig a 18. századi alkotások. A szószék gazdagon díszített, míves faragású (18. századi). Különösen értékesek az 1770 körüli rokokó padok. Orgonája Franz Strommer munkája 1878-ból, egy manuállal és tíz regiszterrel készült; szélládái és sípjai (a homlokzati sípok kivételével) máig eredeti állapotukban maradtak fenn.
A templom előtt kőkereszt 1861-ből való. A dombon álló templomhoz lépcsősor vezet a Vörösmarty Mihály utcából. A templom közelében evangélikus harangtorony található a Rákóczi u. 12. számú ház előtt. A temetőben romantikus stílusú kápolna, melyet Friedrich Károly és Mihály Borbála építtetett 1928-ban. A hívő elődök évszázadokon keresztül úgy is kifejezték hitüket, hogy anyagi erejükhöz mérten a településen és annak határában fa és kőkereszteket állítottak fel.